# Kwantung-Armee
Die Kwantung-Armee (japanisch 関東軍 Kantō-gun; zeitgenössische japanische Schreibung und chinesisch 關東軍 / 关东军, Pinyin Guāndōngjūn, W.-G. Kuan-tung chün; koreanisch 관동군 Kwandonggun) auch Guandong-Armee genannt, war eine Hauptarmee (Heeresgruppe) der Kaiserlich Japanischen Armee während der ersten Hälfte des 20. Jahrhunderts. Sie entwickelte sich mit der Zeit zur größten und bekanntesten japanischen Armeeeinheit. Ihr Name leitet sich von der chinesischen Bezeichnung für das 1905 von Japan gepachtete Gebiet Kwantung im Nordosten Chinas her.

## Geschichte
Die Kwantung-Armee wurde 1906 nach dem gewonnenen Russisch-Japanischen Krieg zunächst im vom Russischen Kaiserreich übernommenen Pachtgebiet Kwantung als Garnisonseinheit aufgestellt. Die Sollstärke dieser Garnisonseinheit betrug eine Division im Pachtgebiet selbst sowie sechs weitere Bataillone, welche die Zone um die japanisch kontrollierte Südmandschurische Eisenbahn bewachen sollten. Nach verschiedenen Konflikten innerhalb der japanischen Regierung um die Stärke dieser Garnison und ob sie überhaupt von Nutzen sei, betrug die tatsächliche Mannstärke anfangs nur 10.000 Soldaten, wurde jedoch in den folgenden Jahren laufend erhöht. Oberkommandierender war der Generalgouverneur von Kwantung, ein jeweils dem Heer entstammender General, der zugleich die zivile Verwaltung des Pachtgebiets leitete.
Über die folgenden Jahre wurde deshalb vor allem die Kwantung-Garnison verstärkt, weil die japanische Armeeführung einen erneuten Krieg mit Russland um die Vorherrschaft in der Mandschurei fürchtete. Die Planer im Heeresgeneralstab sahen für einen solchen Konflikt einen Erstschlag als Taktik vor. Die Einheiten der Garnison sollten mittels der Eisenbahn zügig nach Norden verlegt werden und in einer schnellen Aktion nördlich von Mukden Verteidigungsstellung beziehen und eintreffenden russischen Verbänden den Zugriff auf die südlich liegenden Gebiete der de facto chinesischen Mandschurei verwehren, welche unter eine japanische Militärverwaltung durch den Generalgouverneur von Kwantung fallen sollte. Eintreffende japanische Verstärkungen sollten sich so erst gründlich formieren können, bevor sie zum Gegenschlag auf die russischen Positionen entlang der Eisenbahnlinien antraten.
Nachdem ab Ende 1916 das japanische Heer unter Premierminister Terauchi Masatake eine Art Blütezeit erlebte, die auch den starken Ausbau der Garnison in Kwantung verursachte, geriet das öffentliche sowie politische Ansehen der Armee ab 1918 in eine starke Krise. Diese unter anderem durch die Sibirische Intervention als auch an die Pläne des Heeres, sich durch eine stärkere Zusammenarbeit mit China und einer weiteren Übernahme der Kontrolle der Mandschurei eine unabhängige Nachschubbasis auf dem Kontinent für den Falle eines erneuten großen Krieges einzurichten, ausgelöste Krise führte im September 1918 zum Rücktritt der Regierung Terauchi. Dessen Nachfolger Hara Takashi führte eine Politik, welche den Einfluss des Heeres zurückdrängen sollte. Da Hara der Überzeugung war, dass die japanische Außenpolitik nicht in den Händen des Militärs liegen dürfe, löste er 1919 das Generalgouvernement im Pachtgebiet Kwantung auf. Die Kwantung-Garnison wurde in die Kwantung-Armee transformiert, welche ihren eigenen Oberbefehlshaber erhielt, während das Pachtgebiet künftig durch die so genannte zivile Kwantung-Verwaltung (Kantōchō) regiert wurde.
Zukünftig provozierte die Kwantung-Armee eigenmächtig zahlreiche Zusammenstöße mit der chinesischen Armee. Darunter fiel auch die Sprengung einer Eisenbahnlinie der Südmandschurischen Eisenbahn am 18. September 1931; Dieser sogenannte Mukden-Zwischenfall wurde den chinesischen Truppen angelastet. Daraufhin besetzte die Kwantung-Armee ohne Ermächtigung durch die japanische Regierung den Nordosten Chinas. 1932 entstand daraus der Marionettenstaat Mandschukuo.
Die Kwantung-Armee soll 1937 angeblich auch den Zwischenfall an der Marco-Polo-Brücke provoziert haben, der zum Zweiten Sino-Japanischen Krieg führte, und damit den Grundstein zum pazifischen Teil des Zweiten Weltkriegs legte.
1938 und 1939 kam es zu Gefechten zwischen der Kwantung-Armee und der Roten Armee der UdSSR während des Japanisch-Sowjetischen Grenzkonflikts. Während der umfangreichen mehrwöchigen Gefechte am Chalchyn gol (Nomonhan) erlitt die 6. Armee der Kwantung-Armee beträchtliche Verluste und zeigte sich letztlich den Panzertruppen der Roten Armee und der Mongolischen Revolutionären Volksarmee nicht gewachsen.
1941 wurde die Armee bedeutend verstärkt. Die für ihren notorischen Hang zu Grenzkonflikten und eigenmächtig provozierten Zwischenfällen bekannte Armee zeigte während des Zweiten Weltkriegs, als Japan einem Konflikt mit der Sowjetunion aus dem Weg gehen wollte, eine für ihre Verhältnisse erstaunliche Disziplin und Friedfertigkeit.
Während der Operation Auguststurm im August und September 1945 stand die Kwantung-Armee der angreifenden Roten Armee gegenüber. Zu dieser Zeit bestand die Kwantung-Armee aus ca. 600.000 Mann. Da jedoch die besten Einheiten auf andere Schauplätze des Pazifikkriegs versetzt worden waren und es der Armee mehr als je zuvor an modernen schweren Waffen fehlte, kann man das, was zu diesem Zeitpunkt noch von ihr übrig war, nur noch als Schatten ihrer selbst bezeichnen. Zu viel mehr als Grenzschutzaufgaben und als Besatzungsmacht war die Kwantung-Armee in diesem Stadium nicht mehr geeignet. Gegen die im Deutsch-Sowjetischen Krieg erprobten und gut ausgerüsteten Einheiten der Roten Armee hatten ihre Reste keine Chance. Trotz teilweise heftigen japanischen Widerstands drangen die Sowjets schnell in der Mandschurei vor, weitere Kämpfe wurden durch die Kapitulation Japans verhindert. Die Reste der Kwantung-Armee lagen entweder tot (ca. 60.000 Tote) auf dem Schlachtfeld, waren auf dem Marsch in die sowjetische Kriegsgefangenschaft (ca. 600.000 Gefangene, von denen 60.000 in der Gefangenschaft starben) oder versuchten, sich nach Hause durchzuschlagen.
Die Kwantung-Armee war auch verantwortlich für einige der schlimmsten japanischen Kriegsverbrechen wie systematische biologische und chemische Menschenversuche durch Einheit 100 und Einheit 731. Lediglich 12 Armeeangehörige wurden während der Kriegsverbrecherprozesse von Chabarowsk verurteilt.

## Gliederung zu Kriegsende
- 4. Armee
  - 119. Division
  - 123. Division
  - 149. Division

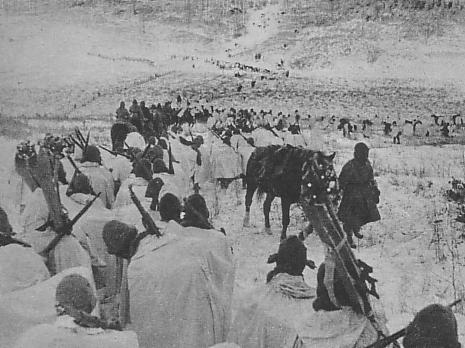
Kwantung-Armee 1941 bei einem Wintermanöver

  - 80. selbständige gemischte Brigade
  - 131. selbständige gemischte Brigade
  - 135. selbständige gemischte Brigade
  - 136. selbständige gemischte Brigade
- 1. Regionalarmee
  - 3. Armee
  - 5. Armee
  - 122. Division
  - 134. Division
  - 139. Division
- 3. Regionalarmee
  - 30. Armee
  - 44. Armee
  - 108. Division
  - 136. Division
  - 79. selbstständige gemischte Brigade
  - 130. selbständige gemischte Brigade
  - 134. selbständige gemischte Brigade
  - 1. selbständige Panzerbrigade
- 17. Regionalarmee
  - 58. Armee
  - 120. Division
  - 150. Division
  - 160. Division
  - 320. Division
  - 127. selbständige gemischte Brigade
- 34. Armee
  - 59. Division
  - 137. Division
  - 133. selbständige gemischte Brigade
- Festland-Eisenbahntruppen
  - 3. Eisenbahnregiment
  - 4. Eisenbahnregiment
- 2. Luftflotte
  - 15. selbständiges Geschwader
  - 101. selbständiges Ausbildungsgeschwader
- 5. Luftflotte
  - 13. Fliegerdivision
  - 105. selbständiges Ausbildungsgeschwader
  - 5. Luftwaffen-Nachrichteneinheit

## Führung
Oberbefehlshaber
- General Tachibana Kōichirō, April 1919 – 6. Januar 1921
- General Misao Kawai, 6. Januar 1921 – 10. Mai 1922
- General Shinobu Ono, 10. Mai 1922 – 10. Oktober 1923
- General Yoshinori Shirakawa, 10. Oktober 1923 – 28. Juli 1926
- Feldmarschall  Nobuyoshi Mutō, 28. Juli 1926 – 26. August 1927
- General Chotaro Muraoka, 26. August 1927 – 1. Juli 1929
- General Eitaro Hata, 1. Juli 1929 – 31. Mai 1930
- General Takashi Hishikari, 3. Juni 1930 – 1. August 1931
- General Shigeru Honjō, 1. August 1931 – 8. August 1932
- Feldmarschall Nobuyoshi Mutō, 8. August 1932 – 27. Juli 1933
- General Takashi Hishikari, 29. Juli 1933 – 10. Dezember 1934
- General Jirō Minami, 10. Dezember 1934 – 6. März 1936
- General Kenkichi Ueda, 6. März 1936 – 7. September 1939
- General Umezu Yoshijirō, 7. September 1939 – 18. Juli 1944
- General Otozō Yamada, 18. Juli 1944 – 11. August 1945

Generalstabschefs
- Generalmajor Matasuke Hamamo, 12. April 1919 – 11. März 1921
- Generalmajor Kaya Fukuhara, 11. März 1921 – 6. August 1923
- Generalmajor Kawada Akiji, 6. August 1923 – 2. Dezember 1925
- Generalmajor Tsune Saito, 2. Dezember 1925 – 10. August 1928
- Oberstleutnant General Koji Miyake, 10. August 1928 – 8. August 1932
- General Kuniaki Koiso, 8. August 1932 – 5. März 1934
- General Nishio Toshizō, 5. März 1934 – 23. März 1936
- General Itagaki Seishirō, 23. März 1936 – 1. März 1937
- General Tōjō Hideki, 1. März 1937 – 30. Mai 1938
- Generalleutnant Rensuke Isogai, 18. Juni 1938 – 7. September 1939
- Generalleutnant Iimura Jō, 7. September 1939 – 22. Oktober 1940
- General Kimura Heitarō, 22. Oktober 1940 – 10. April 1941
- General Teichi Yoshimoto, 10. April 1941 – 1. August 1942
- Generalleutnant Yukio Kasahara, 1. August 1942 – 7. April 1945
- Generalleutnant Hata Hikosaburō, 7. April 1945 – 11. August 1945